# Santuario della Beata Vergine di Ariadello
Il santuario della Beata Vergina di Ariadello è un luogo di culto mariano situato a Soresina.

## Collocazione
Il santuario si trova in aperta campagna a circa 3 km dal centro storico di Soresina, quasi al confine con il comune di Genivolta. Lo si raggiunge attraverso una campereccia che diparte dalla SP CR84 Soresina-Genivolta, oppure percorrendo la Ciclabile delle Città Murate. È compreso nel Parco di Ariadello e della Valle dei Navigli.

## Origini del culto
Nel luogo esisteva verso il 1640 un portico sotto il quale era dipinta un'immagine votiva con la Madonna e Gesù Bambino che attirava la devozione di numerosi fedeli e ritenuta miracolosa. Nel mese di maggio vi si recarono in visita il feudatario di Soresina, il marchese Giovanni Battista Barbò con la moglie Eleonora, accompagnati dai figli. Una di questi era sordomuta: le cronache dell'epoca ne tacciono il nome ma analizzando l'albero genealogico della famiglia potrebbe trattarsi di Teresa Gertrude, la quartogenita figlia nata nel 1632. La giovane, approssimandosi all'immagine acquisì udito e parola pronunciando il nome della Vergine.
Le autorità ecclesiastiche, in particolare il vescovo di Cremona Francesco Visconti, temendo episodi di fanatismo, fecero coprire l'immagine della Vergine e recintare il portico e per alcuni anni non permisero la costruzione di edifici di culto.

## Vicende storiche e costruttive
È noto, tuttavia, un atto datato 26 settembre 1663 con il quale il capitano Pietro Maria Barbò, fratello del marchese Giovanni Battista, intendeva istituire un beneficio per una chiesa. Lo stesso marchese, una volta divenuto vedovo, si fece sacerdote e, sebbene nessun documento lo attesti, non è possibile escludere a priori che egli stesso avesse lasciato beni o denaro per un edificio.
La posa della prima pietra è datata 21 gennaio 1664 e i lavori proseguirono per due anni. La benedizione a cura del parroco di Soresina don Orazio Malossi avvenne il 30 maggio 1666.
La fabbriceria costituitasi in quegli anni raccolse denaro sufficiente per l'erezione di nuovi altari, anche per l'interessamento della nobildonna Elisabetta Cattaneo, vedova di Pietro Maria Barbò, che nel 1663 donò beni all'altare minore dedicato alla Visitazione di Maria a santa Elisabetta.
Nel 1670 al fianco destro della chiesa fu addossato un portico, mentre quattro anni dopo la Comunità di Soresina donò alcuni terreni adiacenti per costruirvi una sagrestia ed un'abitazione per il custode.
Successivamente, per amministrare i numerosi benefici dati in dono al santuario, fu istituita una Reggenza.
Nell'anno 1817 il santuario fu adibito ad ospedale per malati di tifo petecchiale: fu in questa occasione, forse, che furono perduti molti ex voto; tra quelli ancora esistenti il più antico riporta la data del 1611.
Attorno al 1880 fu in parte rivista la decorazione interna da parte dei decoratori Zanni (padre e figlio); anche la ditta Allodi di Cremona vi mise mano nel 1912. Nella prima metà del XX secolo fu chiamato a ridipingere la medaglia della volta il pittore Giovanni Battista Galizzi.

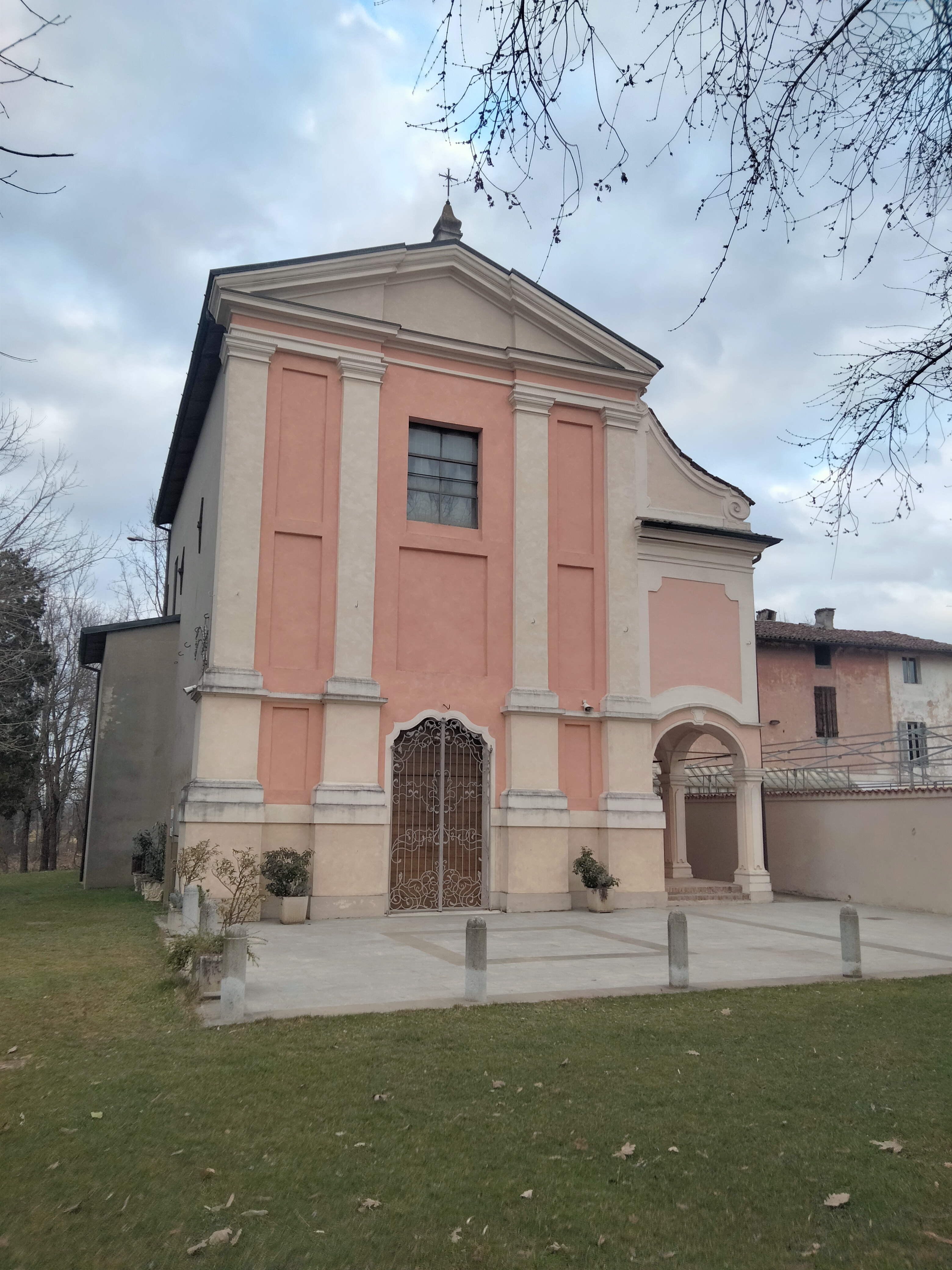
La facciata attuale.

Danni furono causati da infiltrazioni d'acqua a cavallo tra gli anni cinquanta e sessanta per cui fu necessario un importante restauro.
Nel 2016 la facciata e la loggetta laterale sono state ridipinte sulla base delle tinte originali, ricavate tramite stratigrafia.

## Caratteristiche
La facciata della chiesa, rivolta a mezzogiorno, è divisa da quattro alte lesene ioniche su piedritti. Le lesene sostengono un timpano triangolare. Specchiature rettangoli caratterizzano la facciata, tutte cieche eccetto una, adibita a finestra per dar luce all'interno. Il portale d'ingresso con cornice mistilinea è anticipato da un cancello in ferro battuto.
Una voluta raccorda la facciata al portico laterale sotto il quale sono leggibili due lapidi. La prima recita:
La seconda lapide:
Sul fondo è appesa una Madonna dipinta su vetro di recente fattura.
L'interno è ad aula unica, con due cappelle laterali dedicate a san Fermo e alla Visitazione di Maria a santa Elisabetta.
La medaglia della volta, realizzata da Giovanni Battista Galizzi rappresenta la Madonna di Ariadello con ai piedi la città di Soresina.
Un'ancona di gusto barocco racchiude l'affresco, presumibilmente cinquecentesco, con la sacra immagine della Madonna di Ariadello con il Bambino. L'ancona in scagliola, molto elaborata, non ha attribuzione: probabilmente è frutto di artisti operanti nei dintorni di Soresina nel corso del XVII secolo.
Anonimi sono anche quattro quadri appesi alle pareti, probabilmente di scuola cremonese della seconda metà del XVII secolo; rappresentano I membri della famiglia Barbò in adorazione davanti alla Madonna di Ariadello.